# Petr Vasiljevič Běljajev
Svatý Petr Vasiljevič Běljajev (1874 – 4. červnajul./ 17. června 1918greg., Kasli) byl ruský jerej ruské pravoslavné církve a mučedník.

## Život
Narodil se roku 1874 ve Vladimirské gubernii.
Dokončil studium na Vladimirském duchovním semináři.
Roku 1895 se stal psalomščikem (žalmista) v chrámu Zesnutí přesvaté Bohorodice ve vesnici Karačarovo ve Vladimirském ujezdu.
Roku 1897 byl rukopoložen na jereje, předtím se oženil.
Roku 1904 začal sloužit v Kazaňském chrámu Kazaňské ženské komunity v Kaslinském závodě Jekatěrinburského ujezdu Permské gubernie (dnes město Kasli v Čeljabinské oblasti).
Dne 17. srpna 1905 byl převeden do chrámu Zesnutí přesvaté Bohorodice v Kaslinském závodě. Mezi farníky se brzy stal známým jako dříč, který s trpělivostí a láskou nese pastýřský kříž.
Volný čas trávil prací na malém pozemku, díky kterému mohl uživit rodinu - manželku a několik dětí. Žili velmi skromně.
V září 1905 byl jmenován ředitelem Kaslinského baškirského sirotčince. Byl také učitelem Zákona Božího na Kaslinské farní škole pro dívku.
Roku 1915 se stal členem Misijního výboru Kaslinského závodu.
Na Popeleční středu dne 1. května 1918 uspořádali bolševici ateistické shromáždění v závodě. Mnoho řečníků ve svých projevech násilně napadalo církev a její duchovenstvo. V reakci na to nezazněl jediný hlas na obranu církve.
Několik dní po shromáždění se 6. května konal církevní průvod ze všech chrámů závodu do časovni svatého velikomučedníka Jiřího Vítězného.
Dne 16. června 1918 slavil otec Petr liturgii a po vykonání pohřební služby za zemřelého farníka vedl smuteční průvod na hřbitov. V této době se z různých míst začaly ozývat zvuky přestřelky mezi Rudými gardami a oddílem místních lidových milicí. Krátce po návratu ze hřbitova byl kněz zatčen. Když se rozloučil se svými příbuznými a už tušil o mučednictví, které mu Bůh připravil, byl zcela klidný. Dal své poslední rozkazy a požádal své příbuzné, aby řekli každému, komu dobrovolně nebo nedobrovolně přinesl zármutek, aby mu odpustili.
Kněz byl zastřelen v noci 17. června 1918 v sídle Rudých gard v závodě.
Když jeho žena přišla zjistit co se stalo jejímu manželovi, bolševické úřady zatajili smrt otce Petra a řekli jí že byl odvezen do Jekatěrinburgu. Tělo otce Petra bylo nalezeno pár dní po osvobození závodu od bolševiků.
Dne 7. července se v závodě konala pohřební služba. Spolu s otcem Petrem byli pohřbeni protojerej Alexandr Stěpanovič Miropolskij, jerej Petr Semenovič Smorodincev a 27 zavražděných laiků.

## Kanonizace
Dne 17. července 2002 ho Ruská pravoslavná církev svatořečila jako mučedníka a byl zařazen mezi Sbor všech novomučedníků a vyznavačů ruských.
Jeho svátek je připomínán 17. června (4. června – juliánský kalendář).